# Сериков, Михаил Кузьмич
Михаил Кузьмич Сериков (1894—1969) — начальник управления пожарной охраны Управления НКВД Ленинградской области, генерал-майор (1945).

## Биография
С началом Первой мировой мобилизован в действующую армию, где произошло становление как кадрового военного. После Октябрьской революции, Михаил Кузьмич стал сподвижником Чапаева. Устанавливал новую советскую власть в Поволжье и на Урале, подавлял мятежи, штурмовал Уральск. Гражданская война для Серикова закончилась в Крыму. Затем на курсах при Академии РККА. После их окончания служит в пограничных войсках, а затем в органах НКВД.
В 1931 заканчивает Высшие офицерские курсы в Ленинграде и получает назначение на должность заместителя начальника школы ВПО им. В. В. Куйбышева по военно-строевой части. В 1940 становится начальником Управления пожарной охраны Ленинградской области.
М. К. Сериков руководил тушением крупнейших пожаров военного времени. Это и пожар Центрального государственного исторического архива 18 сентября 1941, госпиталя на Суворовском проспекте 19 сентября 1941, на заводе имени Я. М. Свердлова 28 сентября 1941, Гостиного двора 14 января 1942, один из самых драматических и тяжёлых пожаров в истории блокады на железнодорожной станции Ржевка, где рвались вагоны с боеприпасами 29 марта 1942, пожар жилого дома на Боровой улице 9 ноября 1942 и многих других. 3 мая 1943 года во время артиллерийского обстрела Кировского и Московского районов снаряды попали на территорию нефтебазы «Красный нефтяник», расположенной на южной окраине города. Благодаря умелому руководству, мужеству и героизму проявленному пожарной охраной, пожар был ликвидирован за три с половиной часа.
Газета «На страже Родины» в 1942 писала: «Чуть только получено сообщение о пожаре, когда бы это ни произошло, в чёрный осенний вечер, в непроглядную метель зимней ночи, в серое мглистое утро, на передовой линии фронта или на объекте, подвергавшемся налёту фашистских стервятников, всегда неизменно первым на место появляется полковник т. Сериков. Он первым, ещё до прибытия дежурных по городу, расставляет силы, организовывает пожаротушение, принимает на себя руководство первыми прибывшими на пожар силами. Если обстановка не требует переезда на другой ответственный участок, последним оставляет место ликвидированного пожара полковник т. Сериков. В Ленинграде все знают его в лицо, все знают его по фамилии, это один из самых популярных людей осаждённого города…» В июле 1942 году пожарная охрана была награждена Орденом Ленина. «За образцовую подготовку противопожарной обороны города, за доблесть и мужество, проявленные личным составом пожарной охраны…» — это строки Указа Президиума Верховного Совета СССР. В ноябре 1942 была получена телеграмма Главного управления пожарной охраны НКВД СССР, в которой говорилось: «В итоге соревнования органов пожарной охраны НКВД СССР Ваш город вышел победителем и награждён грамотой и переходящим Красным Знаменем Главного управления пожарной охраны НКВД. Поздравляем весь личный состав с достигнутыми результатами и желаем новых успехов в работе над укреплением противопожарной обороны города.»
Осенью 1949 года уволен в запас. Последние годы жизни его прошли в Алма-Ате.
Скончался в 1969 году, похоронен на Центральном кладбище Алма-Аты.

## Звания
- старший унтер-офицер;
- полковник;
- 03.06.1944, комиссар государственной безопасности;
- 09.07.1945, генерал-майор[2].

## Награды
- Орден Ленина;
- 2 ордена Красного Знамени[когда?][когда?];
- 2 ордена Красной Звезды;
- Медаль XX лет РККА;
- Медаль За Победу в ВОВ;
- Другие медали;
- Шашка с вызолоченным эфесом (лично от М. В. Фрунзе);
- Никелированный браунинг с надписью «Красному командиру М. К. Серикову от В. И. Чапаева. 1918 г.»;
- Георгиевский крест 3-й степени[3].